# Il mondo prima di te
Il mondo prima di te è un singolo della cantante italiana Annalisa, pubblicato il 6 febbraio 2018 come secondo estratto dal sesto album in studio Bye Bye.

## Descrizione
Terza traccia dell'album, il brano è stato composto da Annalisa stessa insieme a Davide Simonetta e Alessandro Raina ed è stato presentato per la prima volta dal vivo dalla cantante in occasione della sua partecipazione al Festival di Sanremo 2018, al termine del quale si è classificata terza.
Il 9 febbraio il singolo è stato commercializzato anche nel formato 7" e contenente nel lato B il precedente Direzione la vita.

## Accoglienza
Il giornalista Andrea Laffranchi del Corriere della Sera, ha affermato che Annalisa con questo brano «riesce a tenere un piede nella tradizione e uno nella contemporaneità: una ballad avvolgente, ritmica rallentata, la voce di lei scopre anche delle sfumature in profondità, che però manca al testo». Gabriele Antonucci di Panorama ha descritto Il mondo prima di te come «una ballad semplice e moderna allo stesso tempo, appoggiato su un potente arrangiamento; [...] La sonorità parte contratta ma cresce col passare dei secondi, arrivando a citare una "casa senza pareti" ripresa da Gino Paoli».
Recensendo il brano per Il Mattino, Federico Vacalebre ha sottolineato come la cantante «cambia stile, ma poi rimane prigioniera della rincorsa della popolarità, tu speri che parli di vita vera, di sesso vero, ma invece spiega che lo fa solo "per poter volare più vicino al sole"». Rita Vecchio per Il Messaggero, è rimasta meno entusiasta delle scelte artistiche della cantante, definendola «stucchevole, la cui monotonia non si ferma nemmeno quando insinua di togliersi i vestiti».

## Video musicale
Il video è stato girato a Lanzarote sotto la regia dei YouNuts! ed è stato reso disponibile il 7 febbraio 2018 attraverso il canale YouTube della Warner Music Italy.

## Tracce
Download digitale
1. Il mondo prima di te – 3:38 (Annalisa Scarrone, Davide Simonetta, Alessandro Raina)

7" (Italia)
- Lato A

1. Il mondo prima di te – 3:38 (Annalisa Scarrone, Davide Simonetta, Alessandro Raina)

- Lato B

1. Direzione la vita – 3:29 (Annalisa Scarrone, Davide Simonetta, Alex Vella)

## Formazione
Musicisti
- Annalisa – voce, arrangiamenti vocali
- Alex Alessandroni Jr – pianoforte, Fender Rhodes, sintetizzatore
- Tim Pierce – chitarra acustica ed elettrica
- Michele Canova Iorfida – programmazione ritmica, tastiera

Produzione
- Michele Canova Iorfida – produzione, missaggio
- Patrizio "MyBestFault" Simonini – pre-produzione, missaggio
- Antonio Baglio – mastering
- Laura Battista – copertina

## Classifiche

### Classifiche settimanali
| Classifica (2018) | Posizione massima |
| ----------------- | ----------------- |
| Italia            | 3                 |
| Svizzera          | 71                |

### Classifiche di fine anno
| Classifica (2018) | Posizione |
| ----------------- | --------- |
| Italia            | 73        |